# Humans.txt

Humans.txt est un fichier permettant de présenter les personnes ayant participé à la création d'un site Web.
Le nom humans.txt est un jeu de mots entre le mot humains (humans en anglais) et le fichier robots.txt. Ce fichier texte se trouve obligatoirement à la racine d'un serveur Web, par exemple http://www.exemple.fr/humans.txt et est publiquement visible et accessible à tous. Il est recommandé de respecter la structure proposée par le collectif humanstxt.org pour un minimum d'homogénéité. Il est toujours possible d'ajouter les informations de son choix.
Des extensions pour Firefox, Chrome et Safari (sur macOS uniquement) permettant d'être averti de la présence de ce fichier sur un site consulté et d'en avoir un aperçu rapide.

## Exemples
- Le fichier humans.txt de Google
- Le fichier de humanstxt.org
- HTML5 ★ BOILERPLATE humans.txt